# 2003 100 legnagyobb slágere
Ez a lista a Billboard magazin  első Hot 100  zenéjét tartalmazza 2003-ból.
| Helyezés | Szám                                | Előadó                                                 |
| -------- | ----------------------------------- | ------------------------------------------------------ |
| 1        | In da Club                          | 50 Cent                                                |
| 2        | Ignition                            | R. Kelly                                               |
| 3        | Get Busy                            | Sean Paul                                              |
| 4        | Crazy in Love                       | Beyonce featuring Jay-Z                                |
| 5        | When I'm Gone                       | 3 Doors Down                                           |
| 6        | Unwell                              | Matchbox Twenty                                        |
| 7        | Right Thurr                         | Chingy                                                 |
| 8        | Miss You                            | Aaliyah                                                |
| 9        | Picture                             | Kid Rock featuring Sheryl Crow                         |
| 10       | Bring Me to Life                    | Evanescence featuring Paul McCoy                       |
| 11       | Get Low                             | Lil Jon & The East Side Boyz featuring Ying Yang Twins |
| 12       | Baby Boy                            | Beyonce featuring Sean Paul                            |
| 13       | Shake Ya Tailfeather                | Nelly, P. Diddy & Murphy Lee                           |
| 14       | 21 Questions                        | 50 Cent featuring Nate Dogg                            |
| 15       | All I Have                          | Jennifer Lopez featuring LL Cool J                     |
| 16       | Beautiful                           | Christina Aguilera                                     |
| 17       | I Know What You Want                | Busta Rhymes & Mariah Carey featuring Flipmode Squad   |
| 18       | I'm With You                        | Avril Lavigne                                          |
| 19       | Drift Away                          | Uncle Kracker featuring Dobie Gray                     |
| 20       | Magic Stick                         | Lil' Kim featuring 50 Cent                             |
| 21       | P.I.M.P.                            | 50 Cent                                                |
| 22       | Bump, Bump, Bump                    | B2K & P. Diddy                                         |
| 23       | Into You                            | Fabolous featuring Tamia Or Ashanti                    |
| 24       | Can't Let You Go                    | Fabolous featuring Mike Shorey & Lil' Mo               |
| 25       | Mesmerize                           | Ja Rule featuring Ashanti                              |
| 26       | Where Is the Love?                  | Black Eyed Peas                                        |
| 27       | The Game of Love                    | Carlos Santana featuring Michelle Branch               |
| 28       | Lose Yourself                       | Eminem                                                 |
| 29       | Rock wit U (Awww Baby)              | Ashanti                                                |
| 30       | Cry Me a River                      | Justin Timberlake                                      |
| 31       | How You Gonna Act Like That         | Tyrese                                                 |
| 32       | Rock Your Body                      | Justin Timberlake                                      |
| 33       | No Letting Go                       | Wayne Wonder                                           |
| 34       | Frontin'                            | Pharrell featuring Jay-Z                               |
| 35       | Landslide                           | Dixie Chicks                                           |
| 36       | Work It                             | Missy "Misdemeanor" Elliott                            |
| 37       | '03 Bonnie & Clyde                  | Jay-Z featuring Beyonce Knowles                        |
| 38       | Don't Mess with My Man              | Nivea featuring Brian & Brandon Casey                  |
| 39       | So Gone                             | Monica                                                 |
| 40       | Air Force Ones                      | Nelly featuring Kyjuan, Ali & Murphy Lee               |
| 41       | Never Leave You (Uh Oooh, Uh Oooh)  | Lumidee                                                |
| 42       | Beautiful                           | Snoop Dogg featuring Pharrell & Uncle Charlie Wilson   |
| 43       | Gossip Folks                        | Missy "Misdemeanor" Elliott featuring Ludacris         |
| 44       | Miss Independent                    | Kelly Clarkson                                         |
| 45       | Calling All Angels                  | Train                                                  |
| 46       | Damn!                               | YoungBloodZ featuring Lil Jon                          |
| 47       | This Is the Night                   | Clay Aiken                                             |
| 48       | Your Body Is a Wonderland           | John Mayer                                             |
| 49       | Headstrong                          | Trapt                                                  |
| 50       | In Those Jeans                      | Ginuwine                                               |
| 51       | Stand Up                            | Ludacris featuring Shawnna                             |
| 52       | The Remedy (I Won't Worry)          | Jason Mraz                                             |
| 53       | Why Don't You & I                   | Santana featuring Alex Band vagy Chad Kroeger          |
| 54       | Excuse Me Miss                      | Jay-Z                                                  |
| 55       | Jenny from the Block                | Jennifer Lopez featuring Styles P & Jadakiss           |
| 56       | Are You Happy Now?                  | Michelle Branch                                        |
| 57       | Forever and for Always              | Shania Twain                                           |
| 58       | I Can                               | Nas                                                    |
| 59       | Underneath It All                   | No Doubt featuring Lady Saw                            |
| 60       | If You’re Not the One               | Daniel Bedingfield                                     |
| 61       | Thoia Thoing                        | R. Kelly                                               |
| 62       | Here Without You                    | 3 Doors Down                                           |
| 63       | Wanksta                             | 50 Cent                                                |
| 64       | My Love Is Like...Wo                | Mýa                                                    |
| 65       | It’s Five O’Clock Somewhere         | Alan Jackson & Jimmy Buffett                           |
| 66       | Like Glue                           | Sean Paul                                              |
| 67       | Can’t Hold Us Down                  | Christina Aguilera featuring Lil’ Kim                  |
| 68       | My Front Porch Looking In           | Lonestar                                               |
| 69       | Angel                               | Amanda Perez                                           |
| 70       | She Hates Me                        | Puddle Of Mudd                                         |
| 71       | Don't Wanna Try                     | Frankie J                                              |
| 72       | The Jump Off                        | Lil’ Kim featuring Mr. Cheeks                          |
| 73       | Intuition                           | Jewel                                                  |
| 74       | Hell Yeah                           | Ginuwine featuring Baby                                |
| 75       | Beer for My Horses                  | Toby Keith Duet With Willie Nelson                     |
| 76       | Holidae In                          | Chingy featuring Ludacris & Snoop Dogg                 |
| 77       | Suga Suga                           | Baby Bash featuring Frankie J                          |
| 78       | Love of My Life (An Ode to Hip-Hop) | Erykah Badu featuring Common                           |
| 79       | Fighter                             | Christina Aguilera                                     |
| 80       | Thugz Mansion                       | 2Pac                                                   |
| 81       | Clocks                              | Coldplay                                               |
| 82       | Put That Woman First                | Jaheim                                                 |
| 83       | Rain on Me                          | Ashanti                                                |
| 84       | 19 Somethin'                        | Mark Wills                                             |
| 85       | Can't Stop, Won't Stop              | Young Gunz                                             |
| 86       | Red Dirt Road                       | Brooks & Dunn                                          |
| 87       | What Was I Thinkin'                 | Dierks Bentley                                         |
| 88       | Flying Without Wings                | Ruben Studdard                                         |
| 89       | Sing for the Moment                 | Eminem                                                 |
| 90       | Have You Forgotten?                 | Darryl Worley                                          |
| 91       | No Shoes, No Shirt, No Problems     | Kenny Chesney                                          |
| 92       | Come Over                           | Aaliyah                                                |
| 93       | Sick of Being Lonely                | Field Mob                                              |
| 94       | Step in the Name of Love            | R. Kelly                                               |
| 95       | I Want You                          | Thalía featuring Fat Joe                               |
| 96       | Like a Stone                        | Audioslave                                             |
| 97       | Don't Know Why                      | Norah Jones                                            |
| 98       | Superman                            | Eminem                                                 |
| 99       | Real Good Man                       | Tim McGraw                                             |
| 100      | Say Yes                             | Floetry                                                |